# African Waltz
African Waltz è il 18° album di Julian Cannonball Adderley che fu pubblicato dall'etichetta Riverside Records nel 1961.

## Tracce
Lato A
1. Something Different – 2:59 (Chuck Mangione)
2. West Coast Blues – 4:02 (Wes Montgomery)
3. Smoke Gets in Your Eyes – 3:00 (Jerome Kern, Otto Harbach)
4. The Uptown – 2:12 (Junior Mance)
5. Stockholm Sweetin' – 3:37 (Quincy Jones)

Durata totale: 15:50
Lato B
1. African Waltz – 2:08 (Michael Olatunji)
2. Blue Brass Band – 4:46 (Nat Adderley)
3. Kelly Blue – 3:46 (Wynton Kelly)
4. Letter from Home – 1:55 (Junior Mance)
5. I'll Close My Eyes – 3:39 (Buddy Kaye, Billy Reid)

Durata totale: 16:14
Brano bonus (CD del 1993 pubblicato dalla Original Jazz Classics e dalla Riverside Rec.)
1. This Here (Registrato il 9 maggio 1961 a New York) – 3:00 (Bobby Timmons)

## Musicisti
Cannonball Adderley Orchestra
- Julian Cannonball Adderley - sassofono alto
- Nat Adderley - tromba
- Ernie Royal - tromba
- Clark Terry - tromba
- Nick Travis - tromba  (tranne B1 e B3)
- Jimmy Cleveland - trombone
- Melba Liston - trombone (tranne B1 e B3)
- Paul Faulise - trombone basso
- Bob Brookmeyer - trombone a pistoni (tranne B1 e B3)
- Don Butterfield - tuba
- George Dorsey - sassofono alto, flauto
- Oliver Nelson - sassofono tenore, flauto
- Jerome Richardson - sassofono tenore, flauto, piccolo
- Arthur Clarke - sassofono baritono
- Wynton Kelly - pianoforte
- Sam Jones - contrabbasso
- Louis Hayes - batteria (A2, A3, B2 & B4)
- Charlie Persip - batteria (A1, A4, A5, B1, B3, B5 e CD bonus)
- Ray Barretto - congas (A1, A2, B2, B4 e CD bonus)

- Joe Newman - tromba (B1 e B3)
- George Matthews - trombone (B1 e B3)
- Arnett Sparrow - trombone (B1 e B3)
- Michael Olatunji - congas, bongos (B1 e B3)